# Casa da Ínsua
A Casa da Ínsua ou Solar dos Albuquerques é um palácio barroco localizado na freguesia de Ínsua, município de Penalva do Castelo, distrito de Viseu. 

Conta com um palácio, usado para residência dos proprietários (actualmente explorado como hotel), uma capela e ainda diversas dependências necessárias ao funcionamento da quinta, como alojamento para os serviços e o pessoal. 
Os jardins estão divididos em jardins formais e jardins Ingleses, existindo ainda um tanque de grandes dimensões e um terraço que comunica com a casa e os jardins.
A Casa da Ínsua, incluindo todo o conjunto formado pelos jardins, logradouro, lagos, portões e a parte norte da quinta está classificada como Imóvel de Interesse Público desde 1984.

## História

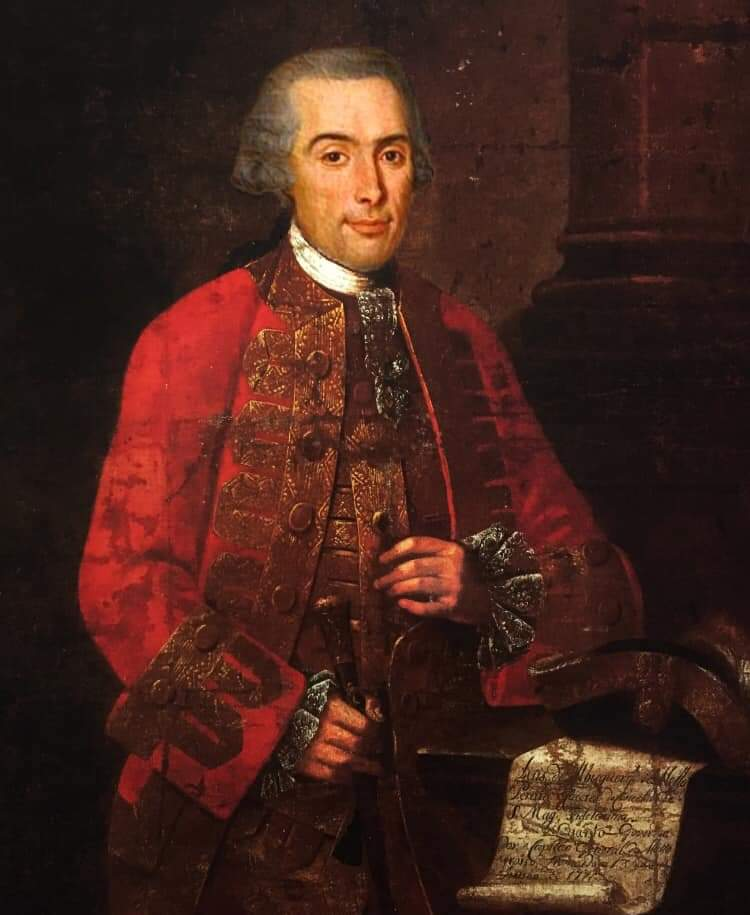
Luis de Albuquerque de Melo Pereira e Caceres

Existiu neste local uma primeira Casa da Ínsua, mandada erigir por João de Albuquerque e Castro, Alcaide-Mor de Sabugal, da qual sobrevivem (ainda que com alterações posteriores) a Capela e o terraço. 
A casa que hoje existe foi mandada construir na segunda metade do século XVIII por Luís de Albuquerque de Melo Pereira e Cáceres, capitão-general de Mato Grosso e Cuibá (Brasil). Terá entregue o projecto ao arquitecto José Francisco de Paiva (este é lhe atribuído por analogia com outras obras suas).
A propriedade foi passando pelas diversas gerações através do regime de morgadio, ou seja, um vínculo de sucessão dos bens da família para o primogénito sem possibilidade de venda dos mesmos. A Casa da Ínsua foi no entanto um caso particular, em que se estabelecia a transmissão dos direitos do património de tios para sobrinhos varões (desde que estes se conservassem solteiros).
Restam à entrada da casa dois canhões marcados 1776 e 1793 que foram usados na Batalha do Buçaco, durante as Invasões Francesas. 
Já no século XIX o palácio foi alvo de obras de beneficiação pelo arquitecto italiano Nicola Bigaglia que para além de desenhar o Chafariz do pátio e os portões da quinta, adaptou ainda a casa aos confortos e equipamentos modernos que o século do progresso exigia. 
A quinta possuía a única fábrica de gelo na região, uma geradora hidroeléctrica e unidades agrícolas que ainda hoje laboram, como adegas e lagares para o vinho. 
A casa pertencia ainda ao Engenheiro João de Albuquerque de Melo Pereira e Cáceres em 1969, tendo em 1970 ocorrido um incêndio que consumiu a vasta biblioteca acumulada por Luís de Albuquerque de Melo Pereira e Cáceres. Assim se perdeu um enorme conjunto de documentação referente ao Brasil no século XVIII. 
Foi herdeiro do referido João de Albuquerque seu sobrinho-neto Vicente de Olazábal y Brito e Cunha, filho dos Condes de Arbelaiz, em Espanha.
Embora ainda propriedade da familia, a Casa é hoje um hotel de luxo explorado pelos Paradores de Espanha.

## Características
O esquema arquitetónico da Casa da Ínsua é tradicionalmente português, com um extenso corpo edificado entre duas torres, que compreende a fachada principal. Uma frente oriental, onde a residência se junta com a capela e as casas de serviço e pessoal para formar um pátio, com o chafariz de granito (desenhado por Bigaglia em 1849) ao centro.

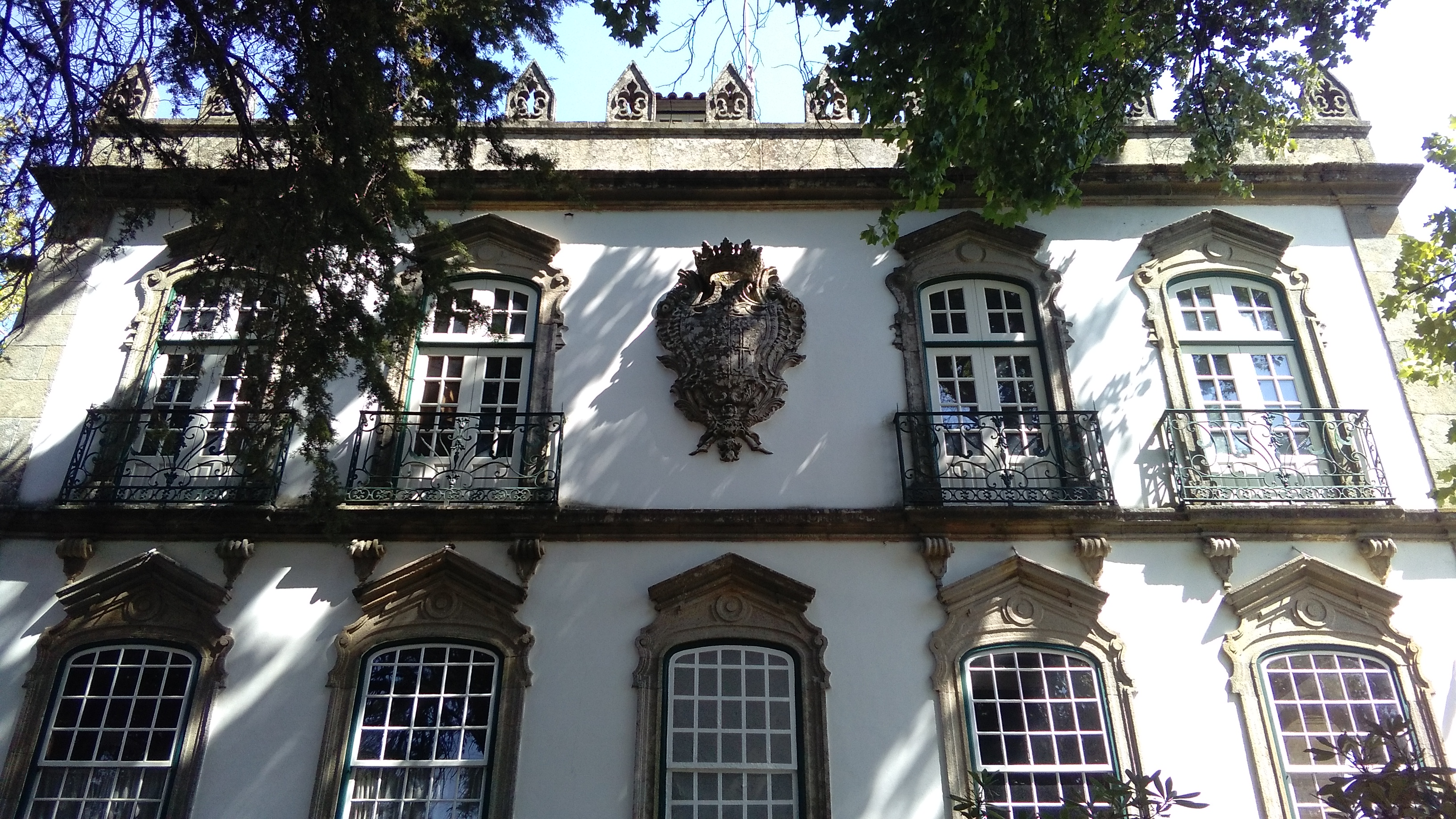
Torreão Norte: Brasão

O exterior é eminentemente barroco e muito similar a outros solares portugueses da mesma época, distinguindo-se destes pelas ameias pentagonais puramente decorativas trepanadas com flor-de-lis, e ainda as goteiras em forma de canhão. Estes pormenores arquitetónicos apresentam-se como um reforço da antiguidade da casa e da família que a ergueu, românticas evocações da Idade Média.

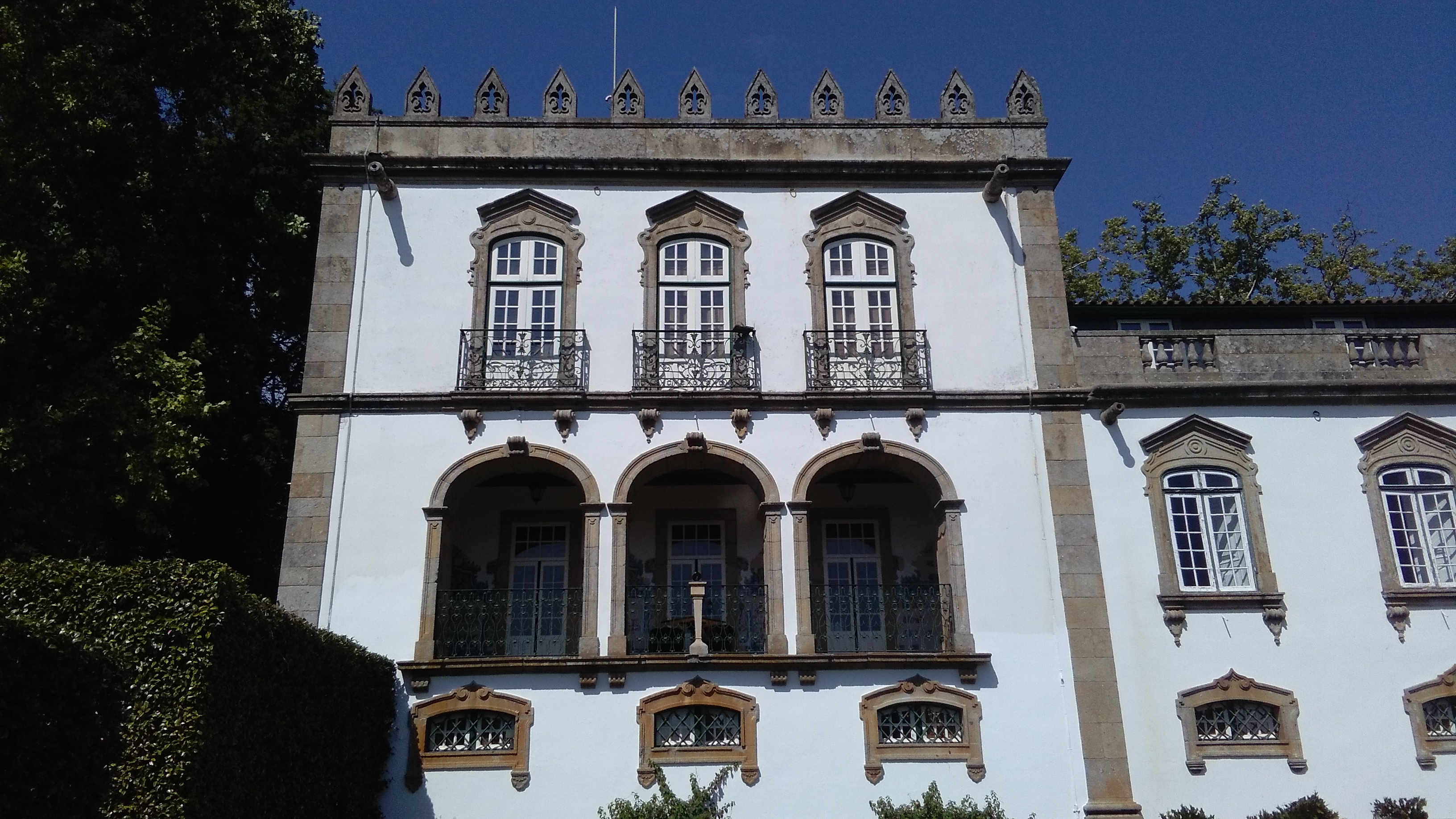
Torreão Norte: Ameias e goteiras

O andar nobre (em especial na fachada virada para o jardim) conta com altas e elegantes janelas molduradas de cantaria barrocas e rococó.
O andar superior das torres apresenta janelas similares mas com gradeamentos, pormenores em ferro que se repetem nas varadas que dão para o jardim, a do torreão sul seria mais tarde fechada.
Na fachada poente encontramos a pedra de armas dos Albuquerque e Pereira, um brasão rocaille com um escudo em pala, mesmo ao centro do andar superior do torreão.

## Interior
No interior destacam-se o Vestíbulo, marcado por uma imponente escadaria de granito com volutas esculpidas, os tectos pintados com as armas dos Albuquerque, Pereira, Melo e Cáceres, e ainda uma vasta panóplia de armas indígenas e de caça, trazidas, presumivelmente, por Luís de Albuquerque de Melo Pereira e Cáceres aquando da sua estada no Brasil.
A sala de recepção (à esquerda do vestíbulo) apresenta papel de parede pintado, atribuído a Z. Zuber (1827) e decorado por J. M. Gué.
A Sala dos Retratos guarda os quadros dos senhores da Casa da Ínsua, sendo de notar o retrato equestre de Francisco de Albuquerque e Castro (c.1620-c.1690) por Félix da Costa Meesen (1639?-1712) e o de Luís de Albuquerque de Melo Pereira e Cáceres.
As salas apresentam um estilo tipicamente português com tetos em caixotões de madeira, silhares de azulejos e reposteiros bordados com o brasão da família  (um elemento muito presente, quer no exterior quer no interior do edifício). Encontram-se ainda vários exemplares de mobílias asiáticas e peças de madeiras exóticas adquiridas pelos senhores da Ínsua nas suas viagens e como símbolo de elevado estatuto.

Galeria
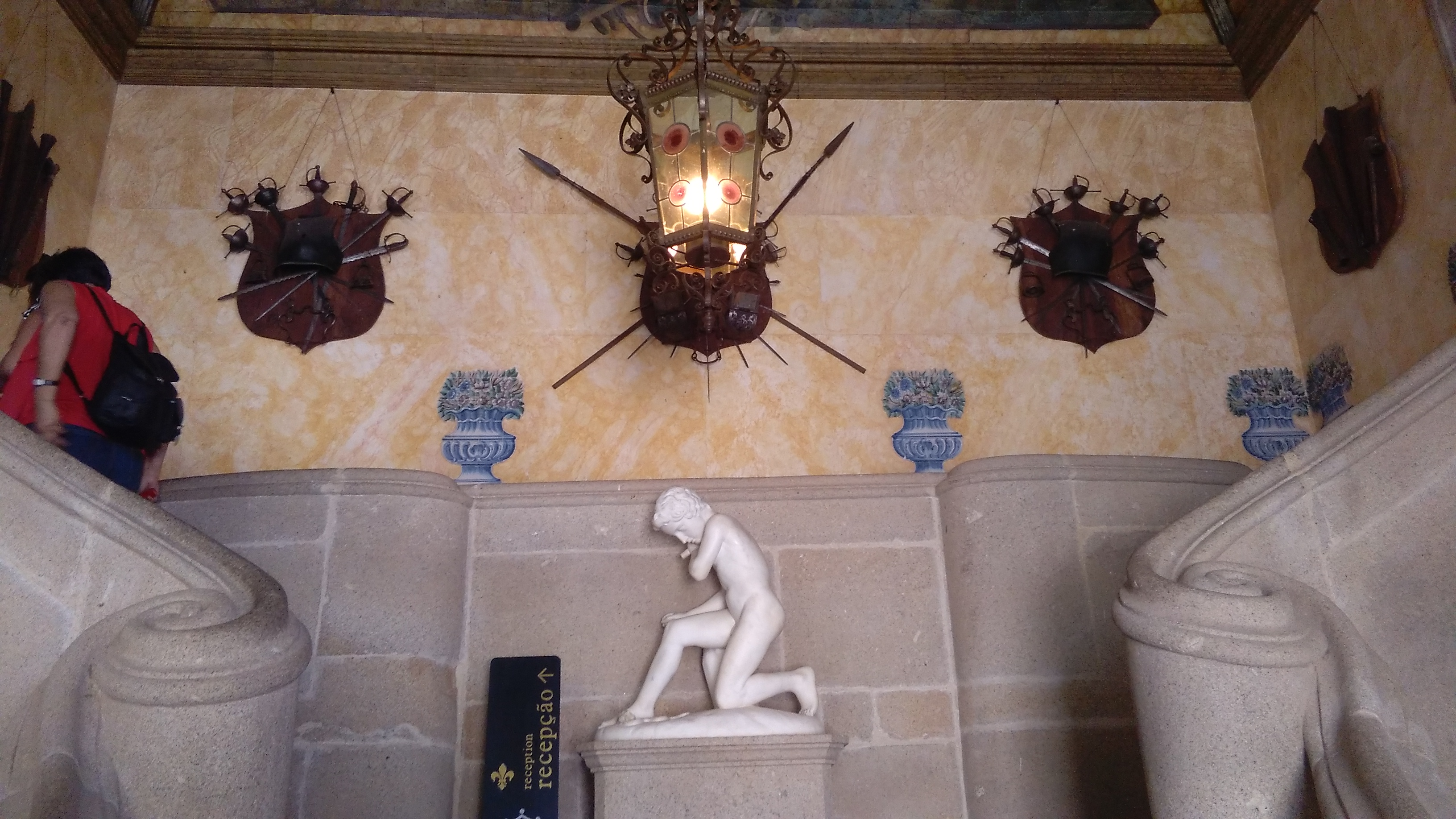
Vestíbulo
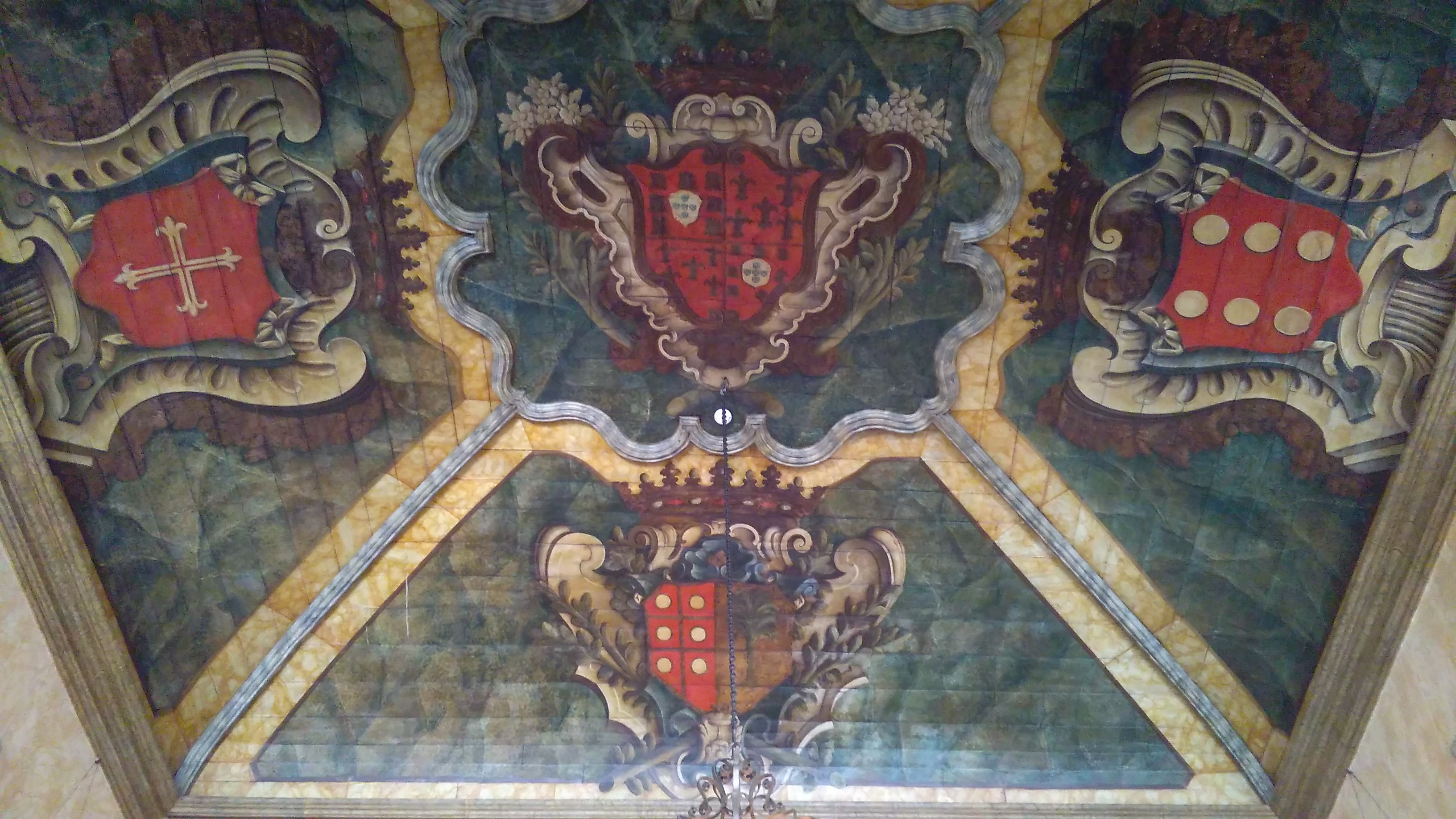
Tecto do vestíbulo

## Capela
A Capela de Nossa Senhora da Conceição apresenta o brasão dos Albuquerque no exterior, encimando a porta, assim como um campanário com cinco sinos sobrepostos e um sexto no topo (combinação rara e que remontará às origens da capela). 
No interior da capela, de nave única, encontramos azulejos, uma cúpula pintada e um retábulo policromo neoclássico executados por Luigi Bastitini, no século XX.

## Jardins
A fachada principal da casa (de onde se admiram ambos os torreões e as janelas do andar nobre) está voltada para o tanque dos cisnes e os jardins de buxos, que se desenvolvem em dois terraços. Os buxos, plantados em 1856, formam harmoniosos desenhos, desde o brasão da casa até leques e cornucópias, que são coloridas pelas camélias e roseiras plantadas em meados do século XIX.
O tanque de água alberga cisnes e flores de Lótus, ajudando ainda à irrigação da propriedade e funcionamento das diversas fontes por ela espalhadas.
O Jardim Inglês compreende uma zona de árvores de grande porte como sequóias e as árvores de pau-brasil (trazidas por Luís de Albuquerque), um eucalipto de mais de 50 metros de altura e ainda cedros do Líbano. No jardim existe ainda a “Fonte dos Meninos”, executada por Nicola Bigaglia.
O Terraço, alongado a Sul ao nível do andar nobre, a seguir à sala de jantar, é um dos elementos mais antigos do conjunto de arquitetura barroca, remontando ao século XVII. Trata-se de um terraço de lajes de pedra com um pequeno muro entre-cortado por peças de artilharia datadas de 1844 e marcadas com "Casa da Ínsua" (possívelmente decorativas). A parede oposta encontra-se revestida a azulejos, sendo de destacar uma fonte e um relógio de sol vertical.

Galeria
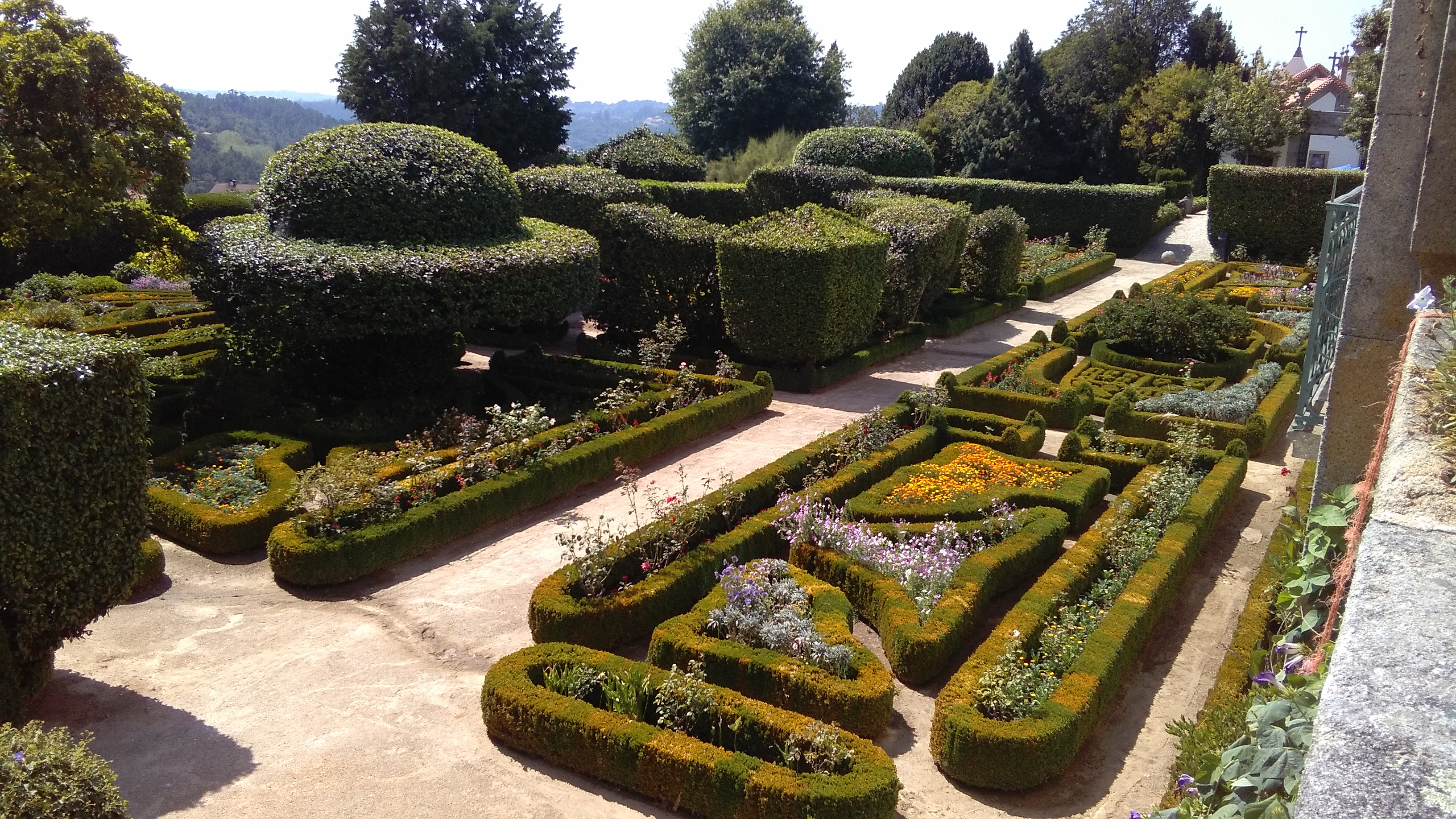
Jardins do Buxo
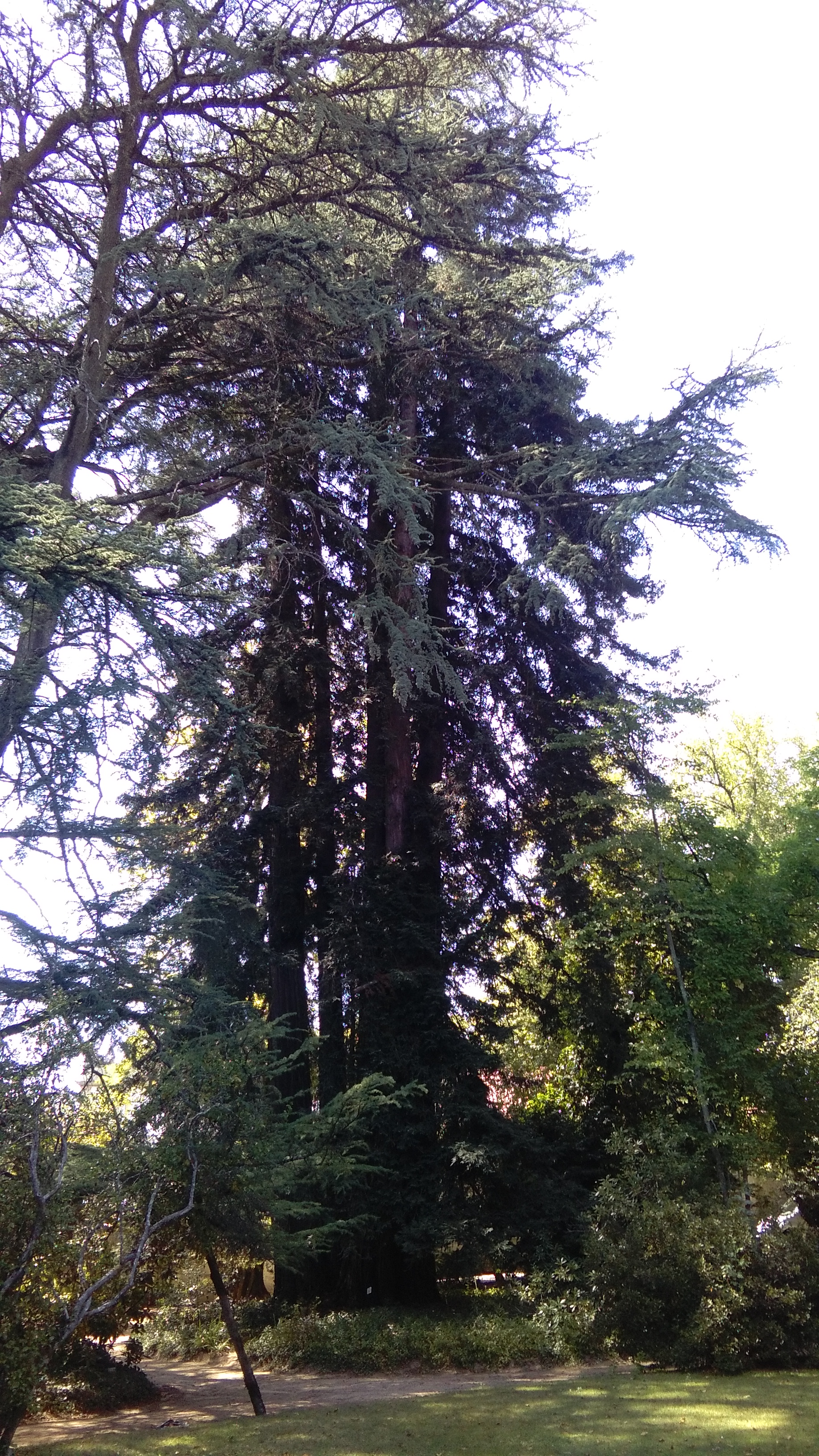
Eucalipto no Jardim Inglês
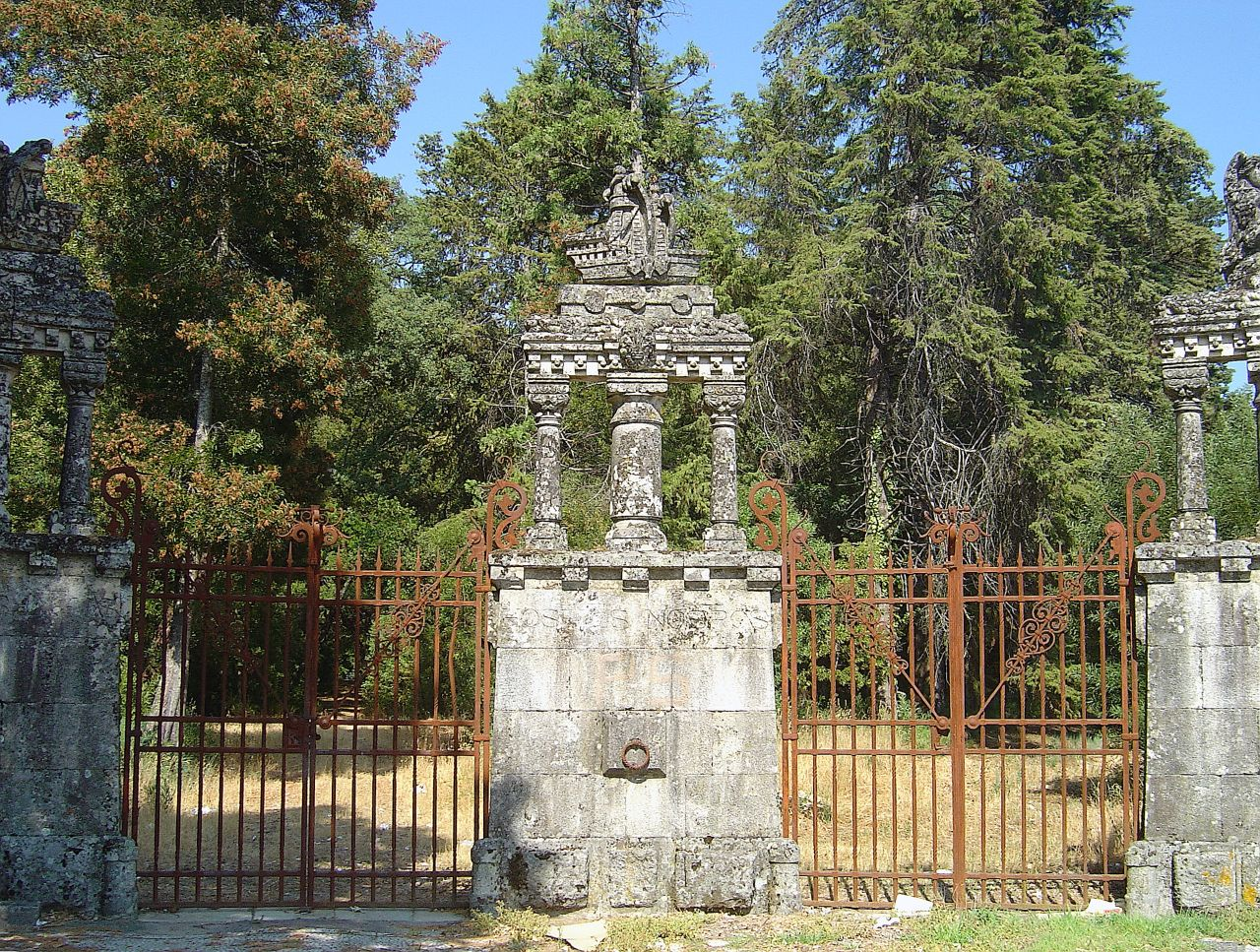
Portões da quinta desenhados por Bigaglia